# Coalville (Utah)
Coalville is een plaats (city) in de Amerikaanse staat Utah, en valt bestuurlijk gezien onder Summit County.

## Demografie
Bij de volkstelling in 2000 werd het aantal inwoners vastgesteld op 1382.
In 2006 is het aantal inwoners door het United States Census Bureau geschat op 1419, een stijging van 37 (2.7%).

## Geografie
Volgens het United States Census Bureau beslaat de plaats een oppervlakte van
8,4 km², waarvan 7,4 km² land en 1,0 km² water. Coalville ligt op ongeveer 1700 m boven zeeniveau.

## Plaatsen in de nabije omgeving
De onderstaande figuur toont nabijgelegen plaatsen in een straal van 28 km rond Coalville.